# Abraham Torres Sánchez
Abraham Santos Torres Sánchez (Ciudad de México, 21 de marzo de 1982) es un periodista, académico e investigador mexicano. Ha trabajado en el campo del periodismo emprendedor y los modelos de negocio digitales. Es actualmente presidente del Consejo Nacional para la Enseñanza y la Investigación de las Ciencias de la Comunicación (CONEICC) para el período 2024-2027.

## Formación académica y trayectoria profesional
Estudió Licenciatura en Comunicación, luego una Maestría en Ciencias de la Familia y posteriormente un Doctorado en Educación. Torres ha estado vinculado al ámbito académico en diferentes instituciones universitarias en las que ha promovido nuevas perspectivas del periodismo digital. Fue coordinador de la Licenciatura en Comunicación en la Universidad Anáhuac Cancún; ha sido director de la Escuela de Comunicación en la Universidad Anáhuac Puebla y coordinador en la Universidad Iberoamericana Puebla, donde se desempeñó en la formación de comunicadores profesionales.
Es miembro activo de SembraMedia, donde ha liderado investigaciones como "Punto de Partida" y "Punto de Partida II", en colaboración con Google News Initiative y UNESCO. Estos estudios se enfocan en la enseñanza del periodismo emprendedor en universidades iberoamericanas. También formó parte del comité revisor de la Currícula para enseñar periodismo emprendedor en las universidades, desarrollado por SembraMedia y Google News Initiative. Asimismo, es profesor del curso de periodismo emprendedor del Centro Knight para el Periodismo en las Américas de la Universidad de Texas.

## Contribuciones al periodismo emprendedor
Abraham Torres ha trabajado en el desarrollo del periodismo emprendedor en México e Iberoamérica. Su trabajo se centra en la enseñanza de competencias digitales y modelos de negocio en el periodismo desde las aulas universitarias. En su artículo académico "Los retos de la enseñanza universitaria del periodismo digital emprendedor en México", publicado en la Global Media Journal México, analiza cómo la evolución del periodismo digital requiere la actualización de los planes de estudio y del propio profesorado. Plantea la necesidad de formar a periodistas capaces de emprender proyectos digitales sostenibles, utilizando herramientas innovadoras y modelos de negocio viables.
Ha contribuido a esta nueva área del periodismo a través de la formación académica en diferentes diplomados de reconocidas universidades mexicanas. Sus aportes se han enfocado en abordar temas críticos como la construcción de modelos de negocio para medios de comunicación y prácticas innovadoras que resulten relevantes para el periodismo contemporáneo. Ha planteado modificar el concepto que se tiene de periodismo digital, para que sea considerado un modelo de negocio tanto ético como rentable, idea que ha sido respaldada por diferentes centros universitarios de México.
Torres fue investigador principal en el proyecto Punto de Partida II de SembraMedia, que mapeó la enseñanza del periodismo emprendedor en universidades iberoamericanas. Este estudio, desarrollado en colaboración con Google News Initiative, reveló la importancia de preparar a los futuros comunicadores para un entorno mediático en constante cambio, priorizando la sostenibilidad y la innovación.

## Reconocimientos y participaciones
Abraham Torres ha sido conferencista en múltiples eventos internacionales como las Jornadas de Periodismo en el CU Ciénega, el II Encuentro Latinoamericano de Periodismo Emprendedor e Innovador y el Encuentro Internacional de Periodistas de la Feria Internacional del Libro de Guadalajara. En este último participó como panelista y moderador de foros académicos y periodísticos. Su trabajo se ha publicado en medios nacionales e internacionales como Fundación Gabo, El Sol de México y Milenio.
En 2019, vivió un incidente significativo cuando el régimen de Nicolás Maduro le negó la entrada a Venezuela al romperle su pasaporte. Este hecho tuvo amplia cobertura mediática y reflejó los desafíos de los periodistas en contextos de represión política, en especial en este país suramericano.
En 2025, Abraham Torres Sánchez fue uno de los autores de la obra colectiva Entrepreneurship and Artificial Intelligence in Journalism, publicada por McGraw Hill y prologada por Jeff Jarvis. El libro explora el impacto de la inteligencia artificial en el periodismo emprendedor, con énfasis en la innovación, la sostenibilidad de medios y los desafíos éticos y tecnológicos del sector. Concretamente, contribuyó con el capítulo Business Model and Innovation for the Growth and Sustainability of Journalism Startups, en el que propone una hoja de ruta para el desarrollo de medios más resilientes, éticos e innovadores desde el punto de vista tecnológico. Su aporte se orienta a identificar estrategias que contribuyan a la sostenibilidad y crecimiento de iniciativas periodísticas emergentes, en un entorno marcado por la transformación digital.

## Publicaciones

### Artículos
2018. Torres, Abraham. Los retos de la enseñanza universitaria del periodismo digital emprendedor en México. Global Media Journal México. 15(29). julio - diciembre 2018. Pp. 5-21. DOI: https://doi.org/10.29105/gmjmx15.29-2
2025. Torres Abraham. Business model and innovation for the growth and sustainability of journalism startups. En H. M. Sánchez Gonzales (Ed.), Entrepreneurship and artificial intelligence in journalism (pp. 163-189).